# Rébellion de Fujiwara no Nakamaro
La rébellion de Fujiwara no Nakamaro (藤原仲麻呂の乱, fujiwara no nakamaro no ran) est un affrontement militaire de courte durée et infructueux de l'époque de Nara de l'histoire du Japon, résultant d'une lutte de pouvoir entre l'ancienne impératrice Kōken et la principale figure politique de l'époque, Fujiwara no Nakamaro du puissant clan Fujiwara.
Grâce au soutien de l'empereur Shōmu et de l'impératrice Kōmyō, avec lesquels il a des liens familiaux, Nakamaro grimpe rapidement les échelons de la carrière au cours des années 740 et 750 pour accéder à certains des plus hauts rangs et positions de la cour. Pendant les premières années du règne de l'empereur Junnin, qu'il a soutenu, Nakamaro gouverne de facto le pays. À la suite de la mort de Kōmyō en 760, l'impératrice retirée Kōken commence à prendre les affaires du gouvernement en main, ce qui entraine un conflit entre Nakamaro / Junnin d'un côté et Kōken et son proche collaborateur le moine bouddhiste Dokyo de l'autre.
Afin de rétablir l'autorité, le 11e jour du 9e mois, ère Tenpyō-hōji 8 (14 octobre 764), Nakamaro s'empare des signes de l'autorité impériale et quitte la capitale située à Nara pour les provinces de l'Est. Le groupe autour de Kōken réagit en mobilisant une armée et bloque les accès des principales routes. Les deux armées s'engagent finalement dans une bataille une semaine plus tard le 18e jour du 9e mois (21 octobre 764) à Miozaki sur le côté ouest de lac Biwa, bataille au cours de laquelle Nakamaro est tué, ce qui met fin à la rébellion.

## Contexte

### Ascension vers le pouvoir
Fujiwara no Nakamaro est un aristocrate japonais (kuge) et le second fils de Fujiwara no Muchimaro, fondateur du clan Nanke (branche méridionale du clan Fujiwara. Il vit à l'époque de Nara lorsque les Fujiwara se disputent avec le clan Tachibana pour exercer leur influence auprès de la cour. Sous le règne de l'empereur Shōmu, qui règne de 724 jusqu'en 749, les Tachibana sont en avance et l'influente position de « ministre de la gauche » (sadaijin) est occupée par Tachibana no Moroe,. Fujiwara no Nakamaro a son premier contact avec l'armée en 740 comme « Grand Général de la cavalerie de l'avant » pour l'escorte de la tournée de l'empereur Shōmu dans les provinces de l'Est au cours de la rébellion de Fujiwara no Hirotsugu.
En 743, il est nommé conseiller. Peu après, lorsque la capitale est déplacée de Kuni-kyō près du centre de pouvoir des Tachibana au palais de Shigaraki, à proximité des propriétés des Fujiwara, Nakamaro, soutenu par sa tante l'impératrice Kōmyō rejoint le Daijō-kan (Conseil d'État),,,. En tant que chef du cabinet de l'impératrice consort (shibi chudai), il est responsable des principales affaires de Kōmyō et son influence politique augmente à mesure que les lois émises par le cabinet acquièrent le même poids que les édits impériaux,. Dans le même temps, le pouvoir de Tachibana no Moroe, soutenu par l'impératrice à la retraite Genshō jusqu'à sa mort en 748, est en déclin,. Grâce à ce favoritisme, le rang de cour de Nakamaro s'élève rapidement du 4e rang senior inférieur (744) au 4e senior supérieur (746), 3e junior (748), 3e senior (749) et 2e junior en 750,.
Shōmu abdique en 749 en faveur de sa fille, la princesse Takano-hime, puis impératrice Kōken. Tout en étant une femme indépendante et volontaire qui s'identifie avec l'autocratique impératrice chinoise Wu, lors de son premier règne jusqu'en 758, elle vit encore sous l'ombre portée de son père, l'empereur retiré Shōmu et de Kōmyō,,,. Elle favorise les Fujiwara et particulièrement Nakamaro, lui donnant beaucoup de revenus et de pouvoir en lui conférant des titres,. Lorsque Moroe critique publiquement Kōken lors d'une réunion festive en 755, Nakamaro et ses partisans le forcent à prendre sa retraite,. La rapide ascension de Nakamaro par favoritisme est considérée avec envie, même parmi les membres du clan Fujiwara et en particulier par son frère Toyonari,.
Après la mort de Moroe en 757, son fils, Tachibana no Naramaro complote pour éliminer Fujiwara no Nakamaro et renverser l'impératrice Kōken (« conspiration de Tachibana no Naramaro »). Mais Nakamaro en est informé et fait exécuter les principaux conspirateurs et fait exiler son propre frère Toyonari au Dazaifu,,,,,. La même année, Nakamaro est nommé « ministre de la droite » (udaijin) et « Ministre du cabinet de l'impératrice consort » (shibi naishō) qui supervise les affaires militaires du pays,,. Les
autres mandats qu'il exerce pendant cette période comprennent « vice-ministre » ( jundaijin ) et « Commandant supérieur des gardes du corps du milieu ».
En 758, Kōken abdique formellement en faveur de l'empereur Junnin, un pantin de Nakamaro époux de sa fille,,,,,,. Le titre de « Ministre de la droite », détenu par Nakamaro à cette époque, est changé pour celui de taihō (« Grand Gardien ») et son nom en Emi no Oshikatsu. Nakamaro, à l'apogée de son pouvoir, remonte vers le nord pour mater l'ethnie des Ezo et échafaude des plans pour conquérir le royaume coréen de Silla,. Le 11e jour du 1er mois de 760, Nakamaro est promu de taihō à taishi et reçoit le 1er rang junior et en 762 le 1er rang senior,,.

### Conflit avec Kōken
L'autorité de Nakamaro commence à diminuer lorsque son principal soutien, Kōmyō, meurt en 760 et que Kōken commence à jouer un rôle plus actif dans la vie politique,,,. Elle ne permet à l'empereur régnant Junnin, soutenu par Nakamaro, de n'accomplir que des tâches honorifiques et mineures, alors qu'elle gère toutes les questions importantes de gouvernance, y compris les gratifications et sanctions,,. Cela est exprimé par un édit de Kōken au cours du 6e mois de 762 indiquant : « Désormais, l'empereur conduira les affaires mineures d'État mais les questions importantes, y compris les dispense de récompenses et de punitions, seront traitées par moi ». Les famines, les épidémies et les dépenses pour les projets d'invasion de Silla et un nouveau palais à Hora s'ajoutent au fardeau du gouvernement. En outre, Kōken a développé une relation intime avec le moine bouddhiste Dōkyō qui l'a guérie de quelque maladie au cours du 4e mois de 762,,. L'année suivante, la nomination de Dōkyō au troisième rang dans la hiérarchie ecclésiastique (Shōsozu) a pour conséquence le remplacement de Jikun, un prêtre proche de Nakamaro.
Inquiet que le pouvoir gouvernemental passe à Dōkyō et de voir son homme de clan dériver vers le groupe autour de Kōken, Nakamaro prépare sa révolte,,. D'une façon plus générale, ce conflit peut être considéré comme un désaccord entre deux groupes sur le rôle de l'empereur, le groupe entourant Kōken favorisant l'autorité directe comme en Chine à l'époque alors que de l'autre côté, Nakamaro et ses partisans soutiennent la pratique antérieure à l'époque de Tenmu où l'empereur, en tant que grand prêtre des affaires kami, est le chef spirituel du pays tandis que le pouvoir politique réel réside dans la main du chef d'un clan impérial (par alliance).

## Rébellion

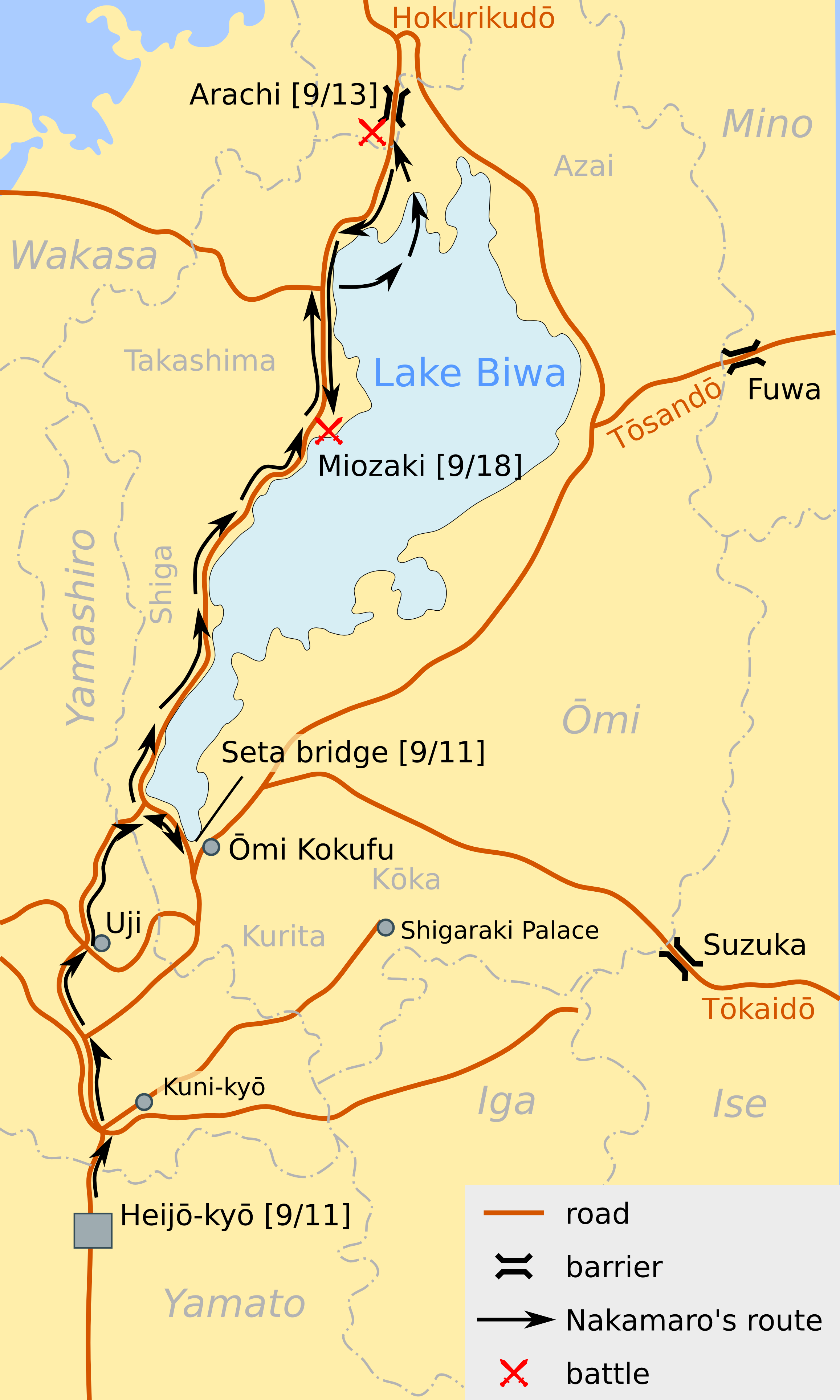
Carte montrant l'emplacement de la rébellion de Fujiwara no Nakamaro

Afin de restaurer autorité et prestige, Nakamaro prévoit un coup d'État. En tant que chef des gardes du milieu, il prend le contrôle de l'armée dans la capitale et les provinces voisines, plaçant ses fils en position clé dans les gardes du palais et comme gouverneurs des provinces d'Echizen et de Mino qui revêtent une importance stratégique pour l'accès à l'Est de Honshū. Il nomme deux autres fils, (Kuzumaro et Asakari) au Conseil d'État. En réponse Kōken nomme Fujiwara no Masaki (un critique de Nakamaro) « conseiller du milieu » et fait rentrer d'exil Kibi no Makibi qui a 69 ans. Ce dernier a joué un rôle majeur lors de la rébellion de Fujiwara no Hirotsugu et est un expert en stratégie chinoise. Il est chargé de la préparation des forces et du renforcement des ouvrages de défense au Seta-gawa, ce qui coupera Nakamaro des provinces de l'Est. le 2e jour du 9e mois (1er octobre) de 764, Nakamaro demande à Kōken de le nommer « Superviseur des messagers militaires » des quatre provinces de la région du Kansai, les trois provinces des cols (Echizen, Mino, Ise) et des provinces d'Ōmi, Tamba et Harima.
Pour savoir si les corps célestes sont alignés favorablement pour une rébellion, Nakamaro consulte Ōtsu Ōura, le maître yin-yang qui est associé avec le prince Wake, un neveu de l'empereur Junnin. Cependant l'astronome révèle le complot et en est récompensé par une promotion au 4e rang. Lorsque Kōken essaye de s'emparer du sceau impérial et des cloches de station de l'empereur Junnin le 11e jour du 9e mois (10 octobre 764), les événements s'accélèrent,. En résulte un affrontement tandis que Nakamaro envoie un de ses fils pour retrouver les objets, Kōken répond par l'envoi de deux soldats d'élite et finalement Nakamaro réussit en ordonnant au capitaine des gardes du milieu de retrouver les sceaux et de traverser les cols. Il nomme Shioyaki, le frère ainé de Funado, comme nouvel empereur. En compagnie de Shioyaki et portant les signes de l'autorité impériale, il quitte la capitale pour Ōmi,.
L'ex-impératrice dépouille Nakamaro de son rang, de sa position et de son nom (11e jour du 9e mois). Pour éviter sa fuite vers l'est, elle fait fermer les trois portes (sankan) de Suzuka, Fuwa (près de ce qui sera le Sekigahara-juku) et Arachi. Celles-ci marquent la frontière des provinces de l'Est. L'armée qu'elle soulève, occupe le siège provincial (kokufu) à Ōmi et incendie le pont Seta de telle sorte que Nakamaro doit trouver une autre voie de sortie,. Fujiwara no Kurajimaro est envoyé en tant que chef d'une armée contre Nakamaro.
L'armée rebelle se tourne vers le nord en direction de la province d'Echizen où il compte sur le soutien de son fils qui est gouverneur de la province. Mais encore une fois, les forces de Kōken sont plus rapides et avec l'aide de l'élite locale, elles tuent le gouverneur et bloquent le col d'Arachi. Ne voyant aucun moyen d'évasion vers le nord ou vers le sud, le groupe de Nakamaro tente de traverser le lac Biwa sur un bateau mais doit retourner à cause du vent défavorable,. Finalement, cela se termine une bataille de tir à l'arc le 18e jour du 9e mois (17 octobre 764) de 1 h à 15 h à Miozaki dans la province d'Ōmi. Alors que le côté de Nakamaro semble prendre le dessus, des renforts arrivent de la capitale et contraignent les rebelles à battre en retraite. Tandis qu'ils essayent de s'échapper par bateau, Nakamaro et sa famille sont capturés et exécutés. La tête du rebelle est prise comme trophée et apportée dans la capitale,,,. Selon le Nihon Kōki, un total de 375 personnes qui ont participé à la rébellion sont condamnées à la peine de mort qui est ensuite commuée en exil,.
Parmi les facteurs cités pour l'échec de la rébellion de Nakamaro figurent l'envie et le manque de soutien au sein du clan Fujiwara. Aussi, malgré sa position élevée en tant que « Superviseur des messagers militaires », et contrairement à Kōken, Nakamaro ne parvient pas à obtenir le soutien des magistrats des districts locaux qui ont une grande partie des combattants - particulièrement des forces militaires de la cavalerie - sous leur commandement,.

## Postérité
Une fois son principal rival écarté, l'impératrice retirée Kōken reste responsable des affaires d'État. Dans ce que Bender suggère avoir été une procession triomphale, en 765 Kōken et d'autres membres de la cour entament une tournée royale des provinces de Kawachi, Izumi et de Kii. Junnin, qui est devenu empereur grâce au soutien de Nakamaro, est détesté par Kōken,. Dans le mois qui suit la rébellion, elle émet un édit important dans lequel l'empereur en titre Junnin est accusé d'être en collusion avec les rebelles. Elle détrône Junnin et le dégrade au rang de prince. Il est exilé avec sa mère dans l'île d'Awaji où les conditions sont déplorables et à l'issue d'une tentative d'évasion, l'ex-empereur est capturé et tué,,,,,,,. Kōken devient impératrice pour la seconde fois sous le nom d'impératrice Shōtoku,,.
En tant qu'impératrice Shōtoku, elle s'entoure de gens fidèles. Fujiwara no Toyonari, qui s'est opposé et a été exilé par son frère Nakamaro, est ramené du Dazaifu lors de la révolte du 14e jour du 9e mois (13 octobre 764) et réintégré en tant que « ministre de la droite »,. Elle élève Dōkyō du 5e rang junior au 3e rang et en 765 Premier ministre prélat (daijōdaijin zenshi),,,,. Son autorité est encore accrue le 20e jour du 10e mois, 766, avec l'attribution du titre de « Roi bouddhiste » (Hō-ō) et le 20e jour du 3e mois, 767 par la création du « Cabinet impérial pour le roi bouddhiste » (Hō-ō Kyūshiki). En matière de titres il rivalise avec le semi-légendaire prince Shōtoku et il accueille également de hauts fonctionnaires à la manière d'un empereur mais Dōkyō ne détient que des responsabilités spirituelles et non politiques,,,,,,. L'ascension de Dōkyō est aussi l'occasion d'une active propagation du bouddhisme. À la suite de la rébellion, l'impératrice Shōtoku ordonne la copie du canon bouddhique Tripitaka, et afin d'apaiser les âmes de ceux qui sont morts au cours de la rébellion de Nakamaro, fait produire le Hyakumantō Darani — une commande à grande échelle de pagodes miniatures en bois et des impressions sur bois à distribuer dans les temples provinciaux,,.
Les Fujiwara conservent assez de pouvoir pour empêcher un plan qui prévoit de faire monter Dōkyō sur le trône du chrysanthème en 769, plan connu sous le nom d'incident de Dōkyō,,,. Lorsque l'impératrice Shōtoku meurt en 770 sans enfant, ils parviennent à rompre la lignée impériale de descendants de l'empereur Tenmu qu'ils pensent toujours favoriser la domination impériale directe sur le contrôle par un clan non-impérial comme les Fujiwara. Dōkyō est exilé et plusieurs dirigeants Fujiwara sont nommés à d'importants postes gouvernementaux,,,,,. Selon Zachert, l'instabilité politique et la menace de succession pour la lignée impériale à cause de Dōkyō pendant le règne de Kōken / Shōtoku exercent un effet dissuasif et le Japon ne connaît pas d'autre dirigeant femme pendant près de 1000 ans,,,.